# Kak Channthy
Kak Channthy (Khmer កាក់ ចន្ធី; auch Srey Thy ស្រីធី; * 26. Februar 1980; † 20. März 2018 in Phnom Penh) war eine kambodschanische Sängerin und Frontfrau der Band Cambodian Space Project. Sie wurde als „Die Barfußdiva der kambodschanischen Reisfelder“ und als die kambodschanische Amy Winehouse beschrieben.

## Leben
Channthy kam als einzige Tochter des Panzerfahrers Reach Lon im zweiten kambodschanischen Bürgerkrieg zur Welt und wuchs in der Provinz Prey Veng, einer ländlichen Gegend, auf, bevor sie nach Phnom Penh zog. Zusammen mit ihrem australischen Ehemann Julien Poulson gründete sie die kambodschanische Psychedelic-Rock-Band „The Cambodian Space Project“. Sie arbeitete als Leadsängerin und Songwriterin, veröffentlichte 5 Alben und tourte durch 24 Länder auf der ganzen Welt.
Inspiriert von kambodschanischen Sängern der 1960er und frühen 1970er Jahre, „Kambodschas goldenes Zeitalter“, erlebte „The Cambodian Space Project“ ein erstaunliches Kunst- und Kultur-Revival in Kambodscha und ist eine der wenigen kambodschanischen Rockbands, die außerhalb ihres eigenen Landes Erfolg hatten. Ihre EP I’m Unsatisfied war 2010 die erste Schallplattenveröffentlichung in Kambodscha seit 1975. 2011 wurde Kak Channthy zur UN-Goodwill-Botschafterin für die UN-Frauenkampagne UNiTE ernannt, die sich weltweit für Gewalt gegen Frauen einsetzt.
Channthy arbeitete mit einer Reihe von Künstlern zusammen, darunter Dennis Coffey von Motown Funk Bros, mit dem sie ihre bahnbrechende dritte LP Whiskey Cambodia produzierte und aufnahm. Sie nahm zwei Duette mit dem australischen Kultdichter Paul Kelly auf. Zum einen The Boat auf – ein Lied, das sich mit dem Thema Asylbewerber beschäftigt und 2013 auf der Key of Sea-Compilation erschien. Als zweites nahm sie 2017 mit Kelly eine Überarbeitung von Lee Hazlewood und Nancy Sinatras Klassiker Summer Wine auf.
Channthy liebte französischen Chanson und arbeitete mit Bad Seed Mick Harvey auf dem Serge-Gainsbourg-Track Contact zusammen. Bei ihren Live-Shows sang sie gerne France Galls Klassiker Laisse Tomber Les Filles. Kak Chanthy und ihr damaliger Ehemann Julien Poulson waren das Thema eines BBC Storyville Dokumentarfilms Rise of a Pop Diva, ein Programm, das auch als Dokumentarfilm The Cambodian Space Project ins Kino kam. Sie hatte auch mehrere Nebenprojekte, darunter die australische Khmer-Hip-Hop-Gruppe Astronomy Class, mit der sie das Album Mekong Delta Sunrise aufnahm und veröffentlichte. 2016 gründete sie die reine Khmer-Band „Channhy Cha-Cha“, in der sie mit romantischen Khmer-Balladen von Künstlern wie Sinn Sisamouth und Pan Ron experimentierte.

## Tod
Sie starb im Alter von 38 Jahren bei einem Verkehrsunfall. Nach ihrem Tod gründeten Freunde und Kollegen den Kak Chanthy Memorial Fund.

## Diskografie
Cambodian Space Project-Alben:
- 2010: I’m Unsatisfied (EP)
- 2011: A Space Odyssey – 2011
- Not Easy Rock & Roll – 2012
- Whisky Cambodia – 2014
- Radio Cambodia – 2015
- Electric Blue Boogaloo – 2015
- Spaced-Out in Wonderland – 2017